# Sharmeen Obaid-Chinoy

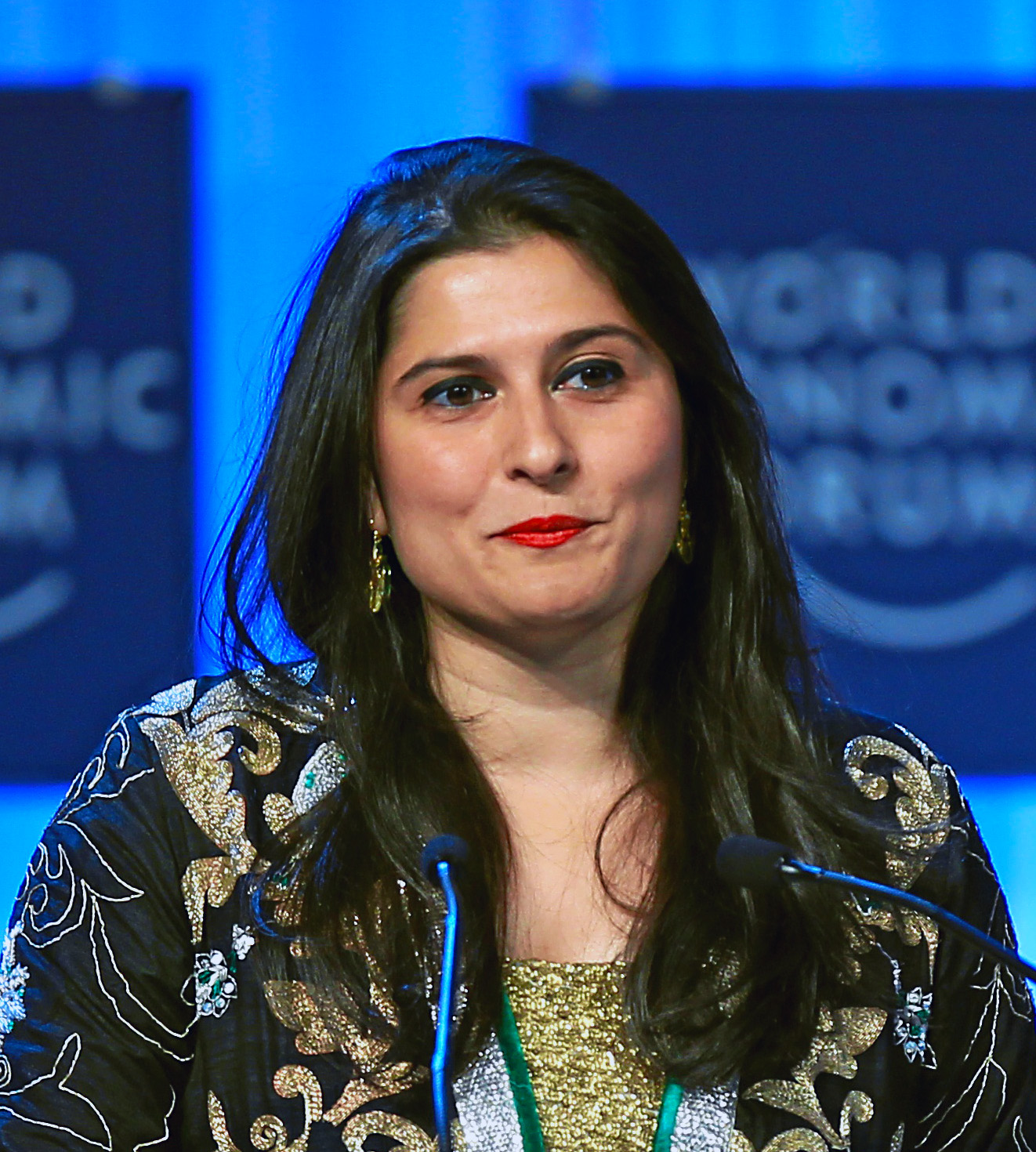
Obaid-Chinoy während des WEFs 2013

Sharmeen Obaid-Chinoy (Urdu شرمین عبید چنائے‎; * 12. November 1978 in Karatschi) ist eine pakistanisch-kanadische Regisseurin, Dokumentar-Filmemacherin und Journalistin.
Für ihre Werke wurde sie mehrfach international mit Filmpreisen ausgezeichnet, darunter sind zwei Oscars und zwei Emmys. Obaid-Chinoy war die erste Person aus Pakistan, die einen Oscar erhielt. 2012 erhielt sie für ihr Schaffen zudem die höchste zivile Auszeichnung Pakistans, Hilal-i-Imtiaz, im gleichen Jahr war sie unter den Time 100. Anfang April 2023 wurde sie als Regisseurin eines neuen Star-Wars-Films bekannt gegeben.

## Biografie
Sharmeen Obaid-Chinoy wurde in Karatschi geboren und besuchte dort die Karachi Grammar School. Einer ihrer dortigen Klassenkameraden war Kumail Nanjiani. Später zog sie in die Vereinigten Staaten und besuchte dort das Smith College, an dem sie einen Bachelor of Arts erwarb. An der Stanford University folgten dann zwei Master-Abschlüsse, in Kommunikation und in Internationaler Politik. Sie ist verheiratet und hat eine Tochter, ihre Motivation zum Filmemachen liegt in ihrer Familie begründet:

„I want the Pakistan that she inherits to be better than the one we currently live in.“

„Ich möchte, dass das Pakistan, das sie [die Tochter] erbt, besser ist als das, in dem wir gerade leben.“

## Filmografie (Auswahl)
Das Schaffen von Sharmeen Obaid-Chinoy dreht sich um Menschen- und Frauenrechte.
- 2002: Terror’s Children
- 2004: Reinventing the Taliban?
- 2004: Women of the Holy Kingdom
- 2008: Iraq: The Lost Generation
- 2011: Frontline/World (Dokumentar-Fernsehserie, 2 Episoden)
- 2011: Dispatches (Dokumentar-Fernsehserie, 1 Episode)
- 2012: Saving Face
- 2015: Song of Lahore
- 2015: A Girl in the River: The Price of Forgiveness
- 2015: A Journey of a Thousand Miles: Peacekeepers
- 2022: Ms. Marvel (Fernsehserie, 2 Episoden)

## Auszeichnungen (Auswahl)
Gewonnen
- 2010:
  - Emmy für Frontline/World

- 2012:
  - unter den 100 einflussreichsten Personen des Jahres des Time-Magazins
  - Bester Dokumentar-Kurzfilm der 84. Oscarverleihung für Saving Face (mit Daniel Junge)

- 2013:
  - Queen Elizabeth II Diamond Jubilee Medal für ihre Dokumentarfilme
  - „Crystal Award“ des Weltwirtschaftsforums[4]
  - News & Documentary Emmy Award für Saving Face

- 2014:
  - „Asian Game Changer Award“ der Asia Society[5]

- 2016
  - Bester Dokumentar-Kurzfilm der 88. Oscarverleihung für A Girl in the River: The Price of Forgiveness